# Cosme de la Torriente y Peraza
Cosme de la Torriente y Peraza, född den 27 juni 1872 nära Jovellanos, Matanzas, död den 7 december 1956 i Havanna, var en kubansk politiker och diplomat.
de la Torriente y Peraza var sändebud i Madrid, utrikesminister och senator på Kuba samt var en av ledarna för den riktning inom Kubas parlament, som (gentemot dem, vilka önskade följa Förenta staternas exempel) genomdrev republikens ratifikation av fredsfördraget i Versailles 1919 och dess anslutning till Nationernas förbund. Han var chef för Kubas delegation vid förbundsförsamlingarna 1921–1924, församlingens president 1923 och Kubas ambassadör i Washington, D.C. 1923–1925.